# Aderus crassipes
Aderus crassipes là một loài bọ cánh cứng thuộc họ Aderidae. Loài này được Champion miêu tả khoa học năm 1915.